# Pio Torelli

Stemma dei Torelli

Pio Torelli (Montechiarugolo, 1578 – Parma, 19 maggio 1612) fu l'ultimo conte di Montechiarugolo.

## Biografia
Pio era il figlio secondogenito di Pomponio, conte di Montechiarugolo e di sua moglie, la nobile Isabella Bonelli.
Quando ancora era al governo il conte Pomponio, il figlio primogenito Paolo (1576-1630) rinunciò ai propri diritti sulla Contea di Montechiarugolo per abbracciare la vita religiosa in favore del fratello minore Pio, il quale ereditò i possedimenti paterni alla morte del padre, nel 1608.
Ranuccio I Farnese, divenuto duca, si pose l'obbiettivo di creare uno stato forte, unitario e centralizzato, indipendente da tutte le varie signorie locali; probabilmente con questi intenti, il 10 novembre 1611 Pio Torelli venne arrestato e con lui altri feudatari come Gian Francesco Sanvitale, Orazio Simonetta, Giambattista Masi, Girolamo da Correggio e Teodoro Scotti.
Comparve dinanzi al tribunale di Parma il 4 maggio 1612, il giudice Filiberto Piossasco, nobile piemontese, emise la condanna a morte per tutti i congiurati, che vennero decapitati il 19 maggio dello stesso anno in Piazza Grande a Parma.
Alla morte di Pio Torelli, i suoi domini passarono al Ducato parmense.

## Discendenza
Pio sposò nel 1604 Ginevra Bentivoglio (?-1651), figlia di Cornelio I Bentivoglio, marchese di Gualtieri e signore di Magliano e di Isabella Bendedei ed ebbero tre figli:
- Ginevra, monaca[1]
- Adriano (?-1680),[1] sposò Virginia Zaboli
- Margherita, monaca.[1]

## Ascendenza
|                                            |                  |                                                                                       | Genitori                                                                   |  |  | Nonni |  |  | Bisnonni                                    |  |  | Trisnonni                                  |  |
|                                            |                  |                                                                                       |                                                                            |  |  |       |  |  | Francesco Torelli, conte di Montechiarugolo |  |  | Marsilio Torelli, conte di Montechiarugolo |  |
|                                            |                  |                                                                                       |                                                                            |  |  |       |  |  | Francesco Torelli, conte di Montechiarugolo |  |  | Marsilio Torelli, conte di Montechiarugolo |  |
|                                            |                  | Paola Secco                                                                           |                                                                            |  |  |       |  |  | Francesco Torelli, conte di Montechiarugolo |  |  |                                            |  |
| Paolo Torelli, conte di Montechiarugolo    |                  |                                                                                       |                                                                            |  |  |       |  |  | Francesco Torelli, conte di Montechiarugolo |  |  |                                            |  |
|                                            |                  | Damigella Trivulzio                                                                   | Giovanni Trivulzio, consignore di Borgomanero                              |  |  |       |  |  |                                             |  |  |                                            |  |
|                                            |                  | Damigella Trivulzio                                                                   | Giovanni Trivulzio, consignore di Borgomanero                              |  |  |       |  |  |                                             |  |  |                                            |  |
|                                            |                  | Damigella Trivulzio                                                                   | Angiola Martinengo                                                         |  |  |       |  |  |                                             |  |  |                                            |  |
| Pomponio Torelli, conte di Montechiarugolo |                  | Damigella Trivulzio                                                                   |                                                                            |  |  |       |  |  |                                             |  |  |                                            |  |
|                                            |                  | Giovanni Francesco II Pico della Mirandola, signore di Mirandola e conte di Concordia | Galeotto I Pico della Mirandola, signore di Mirandola e conte di Concordia |  |  |       |  |  |                                             |  |  |                                            |  |
|                                            |                  | Giovanni Francesco II Pico della Mirandola, signore di Mirandola e conte di Concordia | Galeotto I Pico della Mirandola, signore di Mirandola e conte di Concordia |  |  |       |  |  |                                             |  |  |                                            |  |
|                                            |                  | Giovanni Francesco II Pico della Mirandola, signore di Mirandola e conte di Concordia | Bianca d'Este                                                              |  |  |       |  |  |                                             |  |  |                                            |  |
| Beatrice Pico della Mirandola              |                  | Giovanni Francesco II Pico della Mirandola, signore di Mirandola e conte di Concordia |                                                                            |  |  |       |  |  |                                             |  |  |                                            |  |
|                                            |                  | Giovanna Carafa, signora di Roddi                                                     | Giovanni Tommaso Carafa, conte di Maddaloni                                |  |  |       |  |  |                                             |  |  |                                            |  |
|                                            |                  | Giovanna Carafa, signora di Roddi                                                     | Giovanni Tommaso Carafa, conte di Maddaloni                                |  |  |       |  |  |                                             |  |  |                                            |  |
|                                            |                  | Giovanna Carafa, signora di Roddi                                                     | Giulia Sanseverino                                                         |  |  |       |  |  |                                             |  |  |                                            |  |
| Pio Torelli, conte di Montechiarugolo      |                  | Giovanna Carafa, signora di Roddi                                                     |                                                                            |  |  |       |  |  |                                             |  |  |                                            |  |
|                                            | Gerolamo Bonelli | …                                                                                     |                                                                            |  |  |       |  |  |                                             |  |  |                                            |  |
|                                            | Gerolamo Bonelli | …                                                                                     |                                                                            |  |  |       |  |  |                                             |  |  |                                            |  |
|                                            | Gerolamo Bonelli | …                                                                                     |                                                                            |  |  |       |  |  |                                             |  |  |                                            |  |
| Marco Bonelli, nobile di Alessandria       | Gerolamo Bonelli |                                                                                       |                                                                            |  |  |       |  |  |                                             |  |  |                                            |  |
|                                            |                  | …                                                                                     | …                                                                          |  |  |       |  |  |                                             |  |  |                                            |  |
|                                            |                  | …                                                                                     | …                                                                          |  |  |       |  |  |                                             |  |  |                                            |  |
|                                            |                  | …                                                                                     | …                                                                          |  |  |       |  |  |                                             |  |  |                                            |  |
| Isabella Bonelli                           |                  | …                                                                                     |                                                                            |  |  |       |  |  |                                             |  |  |                                            |  |
|                                            |                  | Gerolamo de' Gibertis                                                                 | …                                                                          |  |  |       |  |  |                                             |  |  |                                            |  |
|                                            |                  | Gerolamo de' Gibertis                                                                 | …                                                                          |  |  |       |  |  |                                             |  |  |                                            |  |
|                                            |                  | Gerolamo de' Gibertis                                                                 | …                                                                          |  |  |       |  |  |                                             |  |  |                                            |  |
| Dominia de' Gibertis                       |                  | Gerolamo de' Gibertis                                                                 |                                                                            |  |  |       |  |  |                                             |  |  |                                            |  |
|                                            |                  | Gardina Ghislieri                                                                     | Paolo Ghislieri                                                            |  |  |       |  |  |                                             |  |  |                                            |  |
|                                            |                  | Gardina Ghislieri                                                                     | Paolo Ghislieri                                                            |  |  |       |  |  |                                             |  |  |                                            |  |
|                                            |                  | Gardina Ghislieri                                                                     | Dominina Augeri                                                            |  |  |       |  |  |                                             |  |  |                                            |  |
|                                            |                  | Gardina Ghislieri                                                                     |                                                                            |  |  |       |  |  |                                             |  |  |                                            |  |